# 형도 (당나라)
형도(刑璹, 생몰년 미상)는 8세기 경에 신라 효성왕(孝成王) 시기에 온 당나라의 사신이다. 신라의 선왕인 성덕왕(聖德王)이 돌아간 것을 조문하기 위하여 738년 당 현종(玄宗)의 명을 받고 오는 길에 《노자도덕경(老子道德經)》을 비롯한 문서를 갖고 와 효성왕(孝成王)에게 바쳤다고 한다.